# Café del Mar

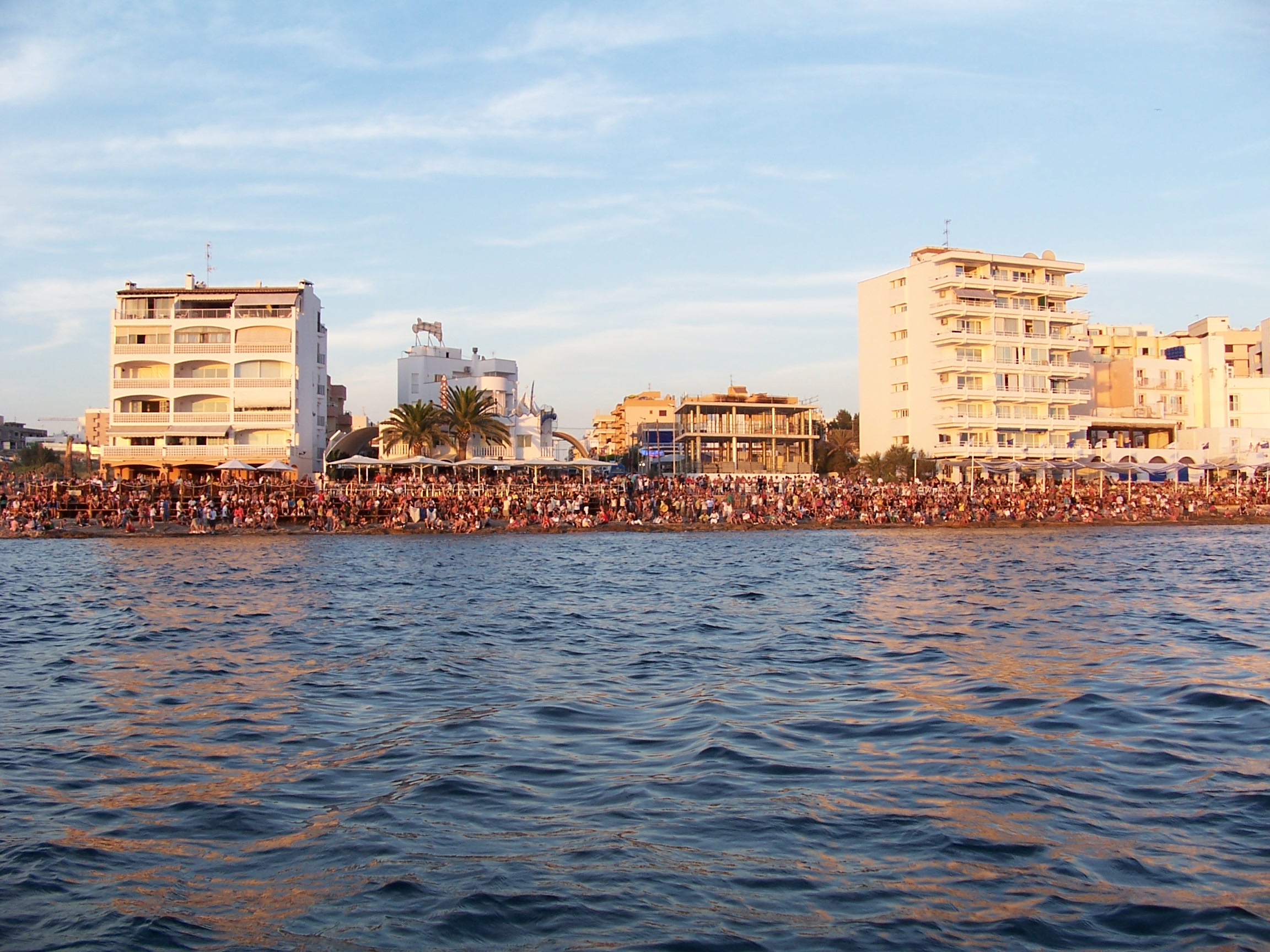
Capvespre a Cafè del Mar.

El Café del Mar és un bar d'Eivissa, situat al costat de la platja de Sant Antoni, famós per la selecció de música que reprodueix al vespre. Disposa de grades per poder veure el capvespre (vistes des del mar). Construït sobre una idea de Ramon G. Broto, Carlos Andrea i José Les i dissenyat per l'arquitecte català Lluís Güell, es va inaugurar el 20 de juny de 1980. Des de 1992 edita cada any un disc compilat pel seu discjòquei resident.